# Reprezentacja Czarnogóry w piłce siatkowej mężczyzn
Reprezentacja Czarnogóry w piłce siatkowej mężczyzn od 23 października 2006 roku jest członkiem FIVB. Po raz pierwszy wystąpiła na mistrzostwach Europy we wrześniu 2019 roku. Nigdy nie brała udziału w mistrzostwach świata.

## Rozgrywki międzynarodowe
Liga Europejska:
- 2013 – 5. miejsce
- 2014 – 1. miejsce

Mistrzostwa Europy:
- 2019 – 18. miejsce
- 2021 – 24. miejsce
- 2023 – 21. miejsce

Igrzyska Małych Państw Europy:
- 2011 – 1. miejsce
- 2019 – 1. miejsce